# The Alarm
The Alarm sono un gruppo rock britannico, originario del Galles.
Fondati nel 1978 con il nome di Seventeen da Mike Peters, Nigel Buckle e Eddie MacDonald, a cui si aggiunse successivamente il chitarrista Dave Sharp, ottennero un notevole successo commerciale negli anni ottanta, in particolare nelle classifiche inglesi, con ben 18 singoli che raggiunsero la Top 50 UK.
Scioltisi nel 1991 per l'abbandono del frontman Mike Peters, sono poi stati rifondati nel 2001 dallo stesso Peters, usando il nome di "The Alarm" seguito da "MM++", che indicava in numeri romani l'anno di uscita di ciascun disco. Parallelamente Dave Sharp fondò nel 2008 un gruppo con il nome di "AOR - Spirit of The Alarm", che ebbe però vita breve.
Dopo la morte di Peters, avvenuta nel 2025, i restanti membri del gruppo hanno annunciato l'uscita di un nuovo album e hanno manifestato l'intenzione di proseguire l'attività musicale.

## Formazione

### Originale
- Mike Peters - voce, chitarra, armonica a bocca
- Dave Sharp - chitarra
- Eddie MacDonald - basso
- Nigel Buckle "Twist" - batteria

### Attuale
- James Stevenson – chitarra, basso
- Mark Taylor – tastiere, chitarra
- Jules Jones Peters – tastiere
- Steve "Smiley" Barnard – batteria, percussioni

## Discografia

### The Alarm

#### Album in studio
- Declaration (1984)
- Strength (1985)
- Eye of the Hurricane (1987)
- Change (1989)[7]
- Raw (1991)[7]

#### Album live
- Electric Folklore (1988)

#### Extended play
- The Stand (1983)

### The Alarm MM++

#### Album in studio
- Close (2002)
- The Normal Rules Do Not Apply (2002)
- Trafficking (2002)
- Edward Henry Street (2002)
- Coming Home (2003)
- In The Poppy Fields (2004)
- Under Attack (2006)
- Guerilla Tactics (2008)
- Direct Action (2010)
- Blood Red (2017)
- Viral Black (2017)
- Equals (2018)
- Sigma (2019)
- War (2021)
- Forwards (2023)